# Pierre Gringore
Pierre Gringore (* 1475 in Thury-Harcourt, Département Calvados; † 1539 in Lothringen) war ein französischer Schriftsteller, Dramaturg und Schauspieler.

## Leben und Werk
Gringore gehörte zur Theatertruppe der Enfants sans souci, die auf das Genre der Sottie (Narrenspiel) spezialisiert war mit den Hauptfiguren Prince des Sots (Oberidiot), Mère Sotte (Idiotin) und Sotte commune (Idiotenvolk). Gringore brachte das Genre als Autor, Regisseur und Schauspieler auf den Höhepunkt, bevor es dann von der italienischen Commedia dell’arte abgelöst wurde.
Das bekannteste von Gringores Narrenspielen (Le jeu du prince des sotz et de mère sotte, 1512) wurde im Auftrag des Königs Ludwig XII. verfasst, als politische Waffe gegen den Papst Julius II., der (von Gringore selbst dargestellt) in der Verkleidung von Mère Sotte auftritt und am Ende entlarvt wird. Nach dem Tod von König Ludwig ging Gringore nach Nancy an den Hof von Anton II. von Lothringen. Auf dessen Wunsch verfasste er 1524 u. d. Titel Le Blason des hérétiques eine Kampfschrift gegen Luther.
Unter dem Namen Pierre Gringoire erscheint Gringore in Victor Hugos Roman Der Glöckner von Notre-Dame und in dem Theaterstück Gringoire von Théodore de Banville, die beide seiner wahren historischen Persönlichkeit nicht gerecht werden.

## Werke
- Œuvres complètes de Gringore, hrsg. von Charles d’Héricault, Anatole de Montaiglon und James de Rothschild, Paris, Jannet, 2 Bde., 1858–1877.

### (Ausgaben seit 1950)
- La sottie du prince des sotz, hrsg. von Pasquale Aniel Jannini, Mailand, Cisalpino, 1957.
- Pierre Gringore's Les fantaisies de Mère Sotte, hrsg. von Richard Frautschi, Chapel Hill, University of North Carolina Press, 1962.
- Lettres nouvelles de Milan, hrsg. von Enea Balmas, Mailand, Cisalpino, 1968.
- L'Union des Princes, hrsg. von Anna Slerca, Mailand, Vita e pensiero, 1977; Paris, Éditions Classiques Garnier Numérique, 2001.
- Le jeu du prince des sotz et de mère sotte, kritisch hrsg. von Alain Hindley, Paris, Champion, 2000.
- Sottie du Prince des Sotz, hrsg. von Edouard Fournier (1790–1880), Paris, Éditions Classiques Garnier Numérique, 2001.
- Œuvres polémiques rédigées sous le règne de Louis XII, hrsg. von Cynthia Jane Brown, Genf, Droz, 2003 (Lettres nouvelles de Milan. La piteuse complainte de la Terre Sainte. L'entreprise de Venise. L'union des princes. L'espoir de paix. La chasse du cerf des cerfz. Le jeu du prince des sotz et mère sotte. L'obstination des Suysses).
- Les entrées royales à Paris de Marie d'Angleterre (1514) et Claude de France (1517), hrsg. von Cynthia Jane Brown, Genf, Droz, 2005.

### Handbuchliteratur
- Pierre Voltz (* 1933), La comédie, Paris, A. Colin, 1964, S. 27–28.
- Robert Sabatier, La Poésie du XVIe siècle, Paris, Albin Michel, 1975, S. 29–31.
- „Pierre Gringore, Le jeu du prince des sotz et mère sotte“, in: Hauptwerke der französischen Literatur. Einzeldarstellungen und Interpretationen, hrsg. von Irene Schwendemann, München, Kindler, 1976, S. 40.
- Michel Mourre (1928–1977), „Pierre Gringore“, in: Laffont-Bompiani. Le nouveau dictionnaire des oeuvres de tous les temps et de tous les pays. Auteurs, Paris 1994, S. 1322–1323 (Reihe Bouquins).
- Armand Strubel (* 1950), „Pierre Gringore“, in: Dictionnaire des écrivains de langue française, hrsg. von Jean-Pierre Beaumarchais, Daniel Couty und Alain Rey, Paris, Larousse, 2001, S. 789.